# Histoire de la Cantabrie
 (décembre 2021).
Si vous disposez d'ouvrages ou d'articles de référence ou si vous connaissez des sites web de qualité traitant du thème abordé ici, merci de compléter l'article en donnant les références utiles à sa vérifiabilité et en les liant à la section « Notes et références ».

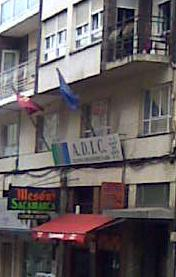
Siège de l' (ADIC) à Santander (Espagne).

Cantabrie, une des communautés autonomes d'Espagne possède une histoire qui va au-delà des premiers établissements humains, de la grotte d'Altamira à aujourd'hui.

## Préhistoire de la Cantabrie
Article principal: Préhistoire de la Cantabrie
Bien qu'il existe des preuves de présence humaine en péninsule ibérique depuis un million d'années, lesquels sont possiblement arrivés sur le territoire par le détroit de Gibraltar, les premières installations ne datent, en région Cantabrique, que de 100 000 ans, soit vers la fin du paléolithique inférieur. La barrière que formait la Cordillère Cantabrique a surement été un facteur d'isolement pour la crête nord par rapport au reste de la péninsule.

### Paléolithique
Le paléolithique en Cantabrie surpassait les limites de la communauté autonome actuelle pour s'étendre de la zone centrale actuelle d'Asturies jusqu'aux Pyrénées occidentales.
Cette période se caractérise, au niveau climatique, par une alternance entre des périodes chaudes et d'autres très froides, appelées périodes glaciaires. Les premiers peuplements en Cantabrie vivaient dans une période interglaciaire, avec des températures tempérées, peut-être même plus que les nôtres, et une ligne côtière similaire à la nôtre. Nous savons que vivait à cette époque l'Homo erectus, simultanément en Europe et dans d'autres régions, bien qu'aucun reste humain n'ait été trouvé, car des outils en pierre taillée comme des haches ont été trouvés dans certaines grottes, mais surtout à l'aire libre, apparemment protégé par la clémence du climat. Ces premiers établissements se font surtout proche de la côte ainsi que dans les vallées basses proches des rivières, habitant dans des huttes construites avec des branches ou des peaux. Ceux-ci prenaient la forme d'établissements temporaire, composés de petits regroupements familiaux o de clans, qui se déplaçaient selon les ressources que leur procuraient la chasse et la cueillette de végétaux.